# 臺中市立圖書館總館
24°11′41″N 120°40′41″E / 24.194747°N 120.6781383°E
臺中市立圖書館北屯四張犁分館，原稱臺中市北屯區四張犁圖書館，現兼為臺中市立圖書館總館，是位於中華民國（臺灣）臺中市北屯區的一座市立公共圖書館，隸屬臺中市立圖書館。

## 歷史
臺中市立圖書館四張犁分館的前身為臺中市四張犁圖書館，於2001年（民國90年）間動工興建，2003年（民國92年）完工啟用。2010年（民國99年）12月，臺中縣市合併升格為直轄市，臺中市四張犁圖書館更名為臺中市北屯區四張犁圖書館。
2016年（民國105年）3月，臺中市政府將原各市區及縣區鄉鎮公所所屬之圖書館統一納編改隸至臺中市政府文化局，合併成立臺中市立圖書館，下設8個課室及43個分館。臺中市北屯區四張犁圖書館遂改制為臺中市立圖書館四張犁分館，並在臺中市立圖書館新總館臺中綠美圖完工前暫作為總館所在地。2017年（民國106年）耗資新臺幣1000萬元進行全面閉館整修，同年底重新開放。

## 館舍
臺中市立圖書館四張犁分館座落於臺中市北屯區豐樂路二段158號，位於四張犁公園、四張犁國中及四張犁國小附近。館內各區以分齡分眾概念規劃，結合空間通透性設計，完整呈現「公園圖書館」特質：一樓兒童區與樂齡區有木質地板、閱讀沙發，提供舒適自在的閱讀環境；二樓閱覽區設有「花博閱讀角」，放有造型沙發，並定期更新鮮花造景；三樓有青少年閱讀專區採工業風簡約風格設計，並提供電腦供讀者查詢資料；四樓則為辦公區域，走廊間會定期舉辦藝術展覽。
| 四樓     | 行政區       | 行政區       | 行政區       | 行政區       | 行政區       | 行政區       | 行政區       |
| 三樓     | 青少年閱覽室 | 漫畫圖書區   | 外文圖書區   | 小團體欣賞區 | 資訊檢索區   | 討論室       | 行政辦公室   |
| 二樓     | 閱覽室       | 閱覽室       | 中文圖書區   | 特色館藏     | 多元文化區   | 藝文走廊     | 藝文走廊     |
| 一樓     | 服務臺       | 臺中學專區   | 報紙期刊區   | 樂齡區       | 新書區       | 兒童閱覽區   | 嬰幼兒閱讀區 |
| 地下一樓 | 多功能活動室 | 多功能活動室 | 多功能活動室 | 多功能活動室 | 多功能活動室 | 多功能活動室 | 多功能活動室 |

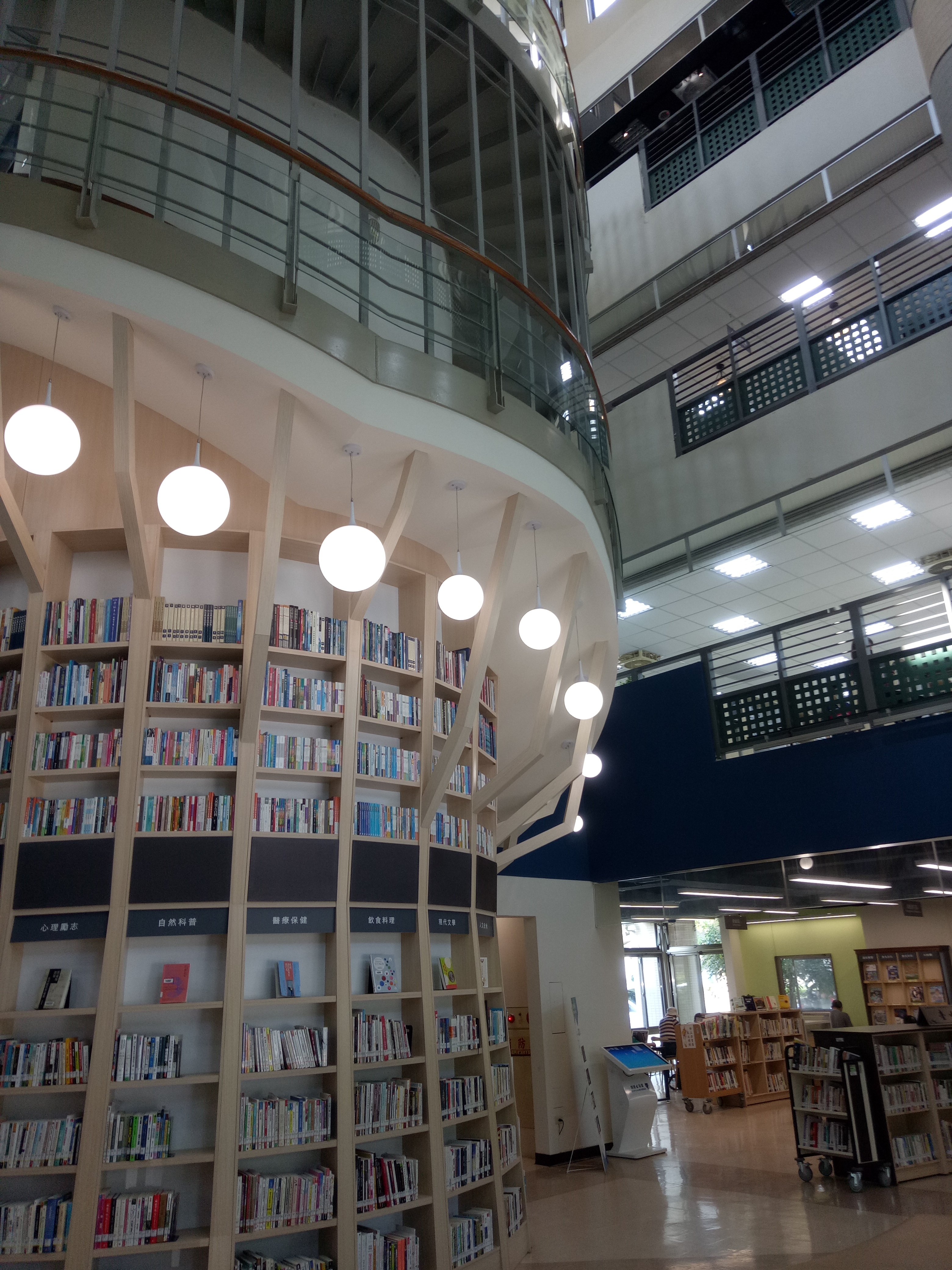
一樓大廳
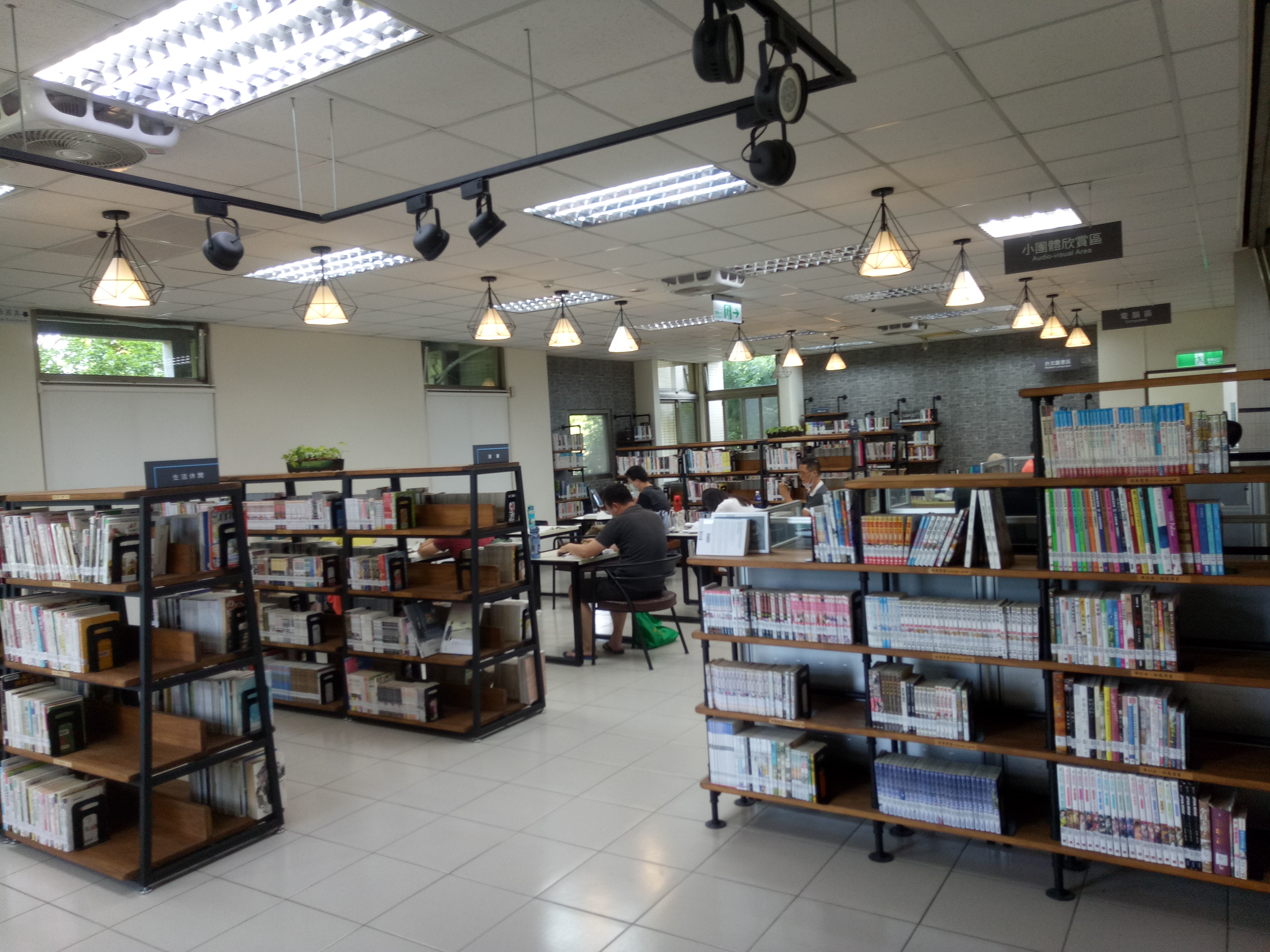
三樓青少年閱覽室

## 館務
臺中市立圖書館四張犁分館於2013年臺中市北屯區四張犁圖書館時期時有館藏書籍48,927冊，現則已有中文書籍78,703冊、外文書籍2,758冊。

## 未來規劃

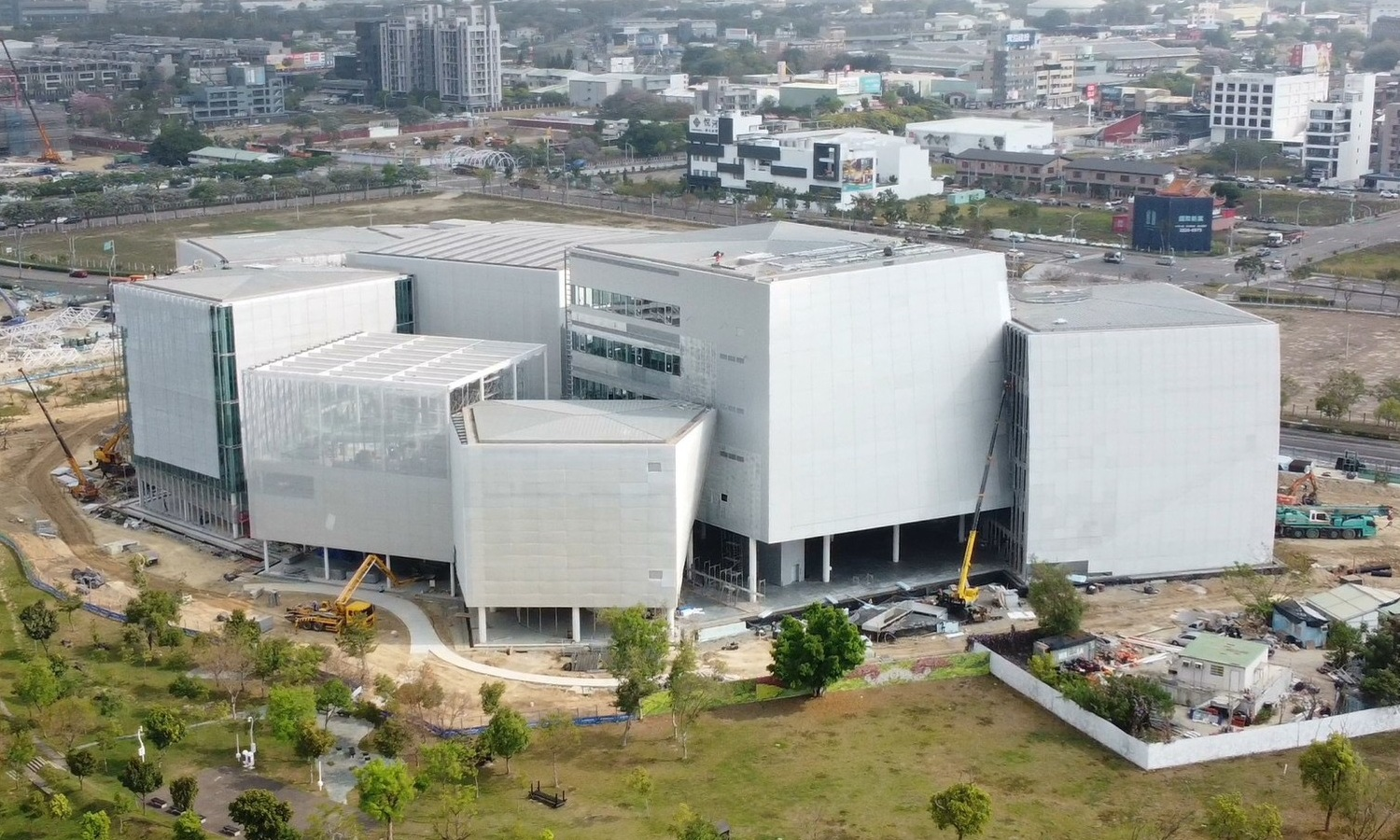
興建中的臺中綠美圖

臺中市立圖書館總館新館未來將搬遷至位於西屯區水湳經貿園區、中央公園北側的臺中綠美圖，與臺中市立美術館合署辦公。臺中綠美圖於2019年9月16日動土開工，預計2022年底後完工啟用。啟用後，新館總總樓地板面積為30,472平方公尺和新北市立圖書館總館總樓地板面積 30,792平方公尺大約相等，預計藏書將達到70萬冊，將是臺中市最大型的市立公共圖書館，也是繼國立公共資訊圖書館之後，臺中市第二大的公共圖書館。

## 外部連結
- 臺中市立圖書館 （页面存档备份，存于） （繁體中文）
- 臺中市立圖書館總館簡介 （页面存档备份，存于） （繁體中文）
- 國家圖書館全國圖書館調查統計系統資料 （页面存档备份，存于） （繁體中文）